# پوتوسی (نارینو)
پوتوسی (انگلیسی: Potosí, Nariño) نام شهری در کشور کلمبیا است.